# C/2008 U6 (SOHO)
C/2008 U6 (SOHO) – kometa jednopojawieniowa odkryta na zdjęciach SOHO przez Michała Kusiaka. Została odkryta 18 października 2008 roku. Należy do grupy Meyera.